# Rosa davurica
Rosa davurica ist eine Pflanzenart aus der Gattung Rosen (Rosa) innerhalb der Familie der Rosengewächse (Rosaceae). Sie ist mit drei Varietäten in China, Japan, Korea, in der Mongolei und im östlichen Sibirien weitverbreitet. Sie wird als Heilpflanze und in den gemäßigten Gebieten als Zierpflanze verwendet.

## Beschreibung

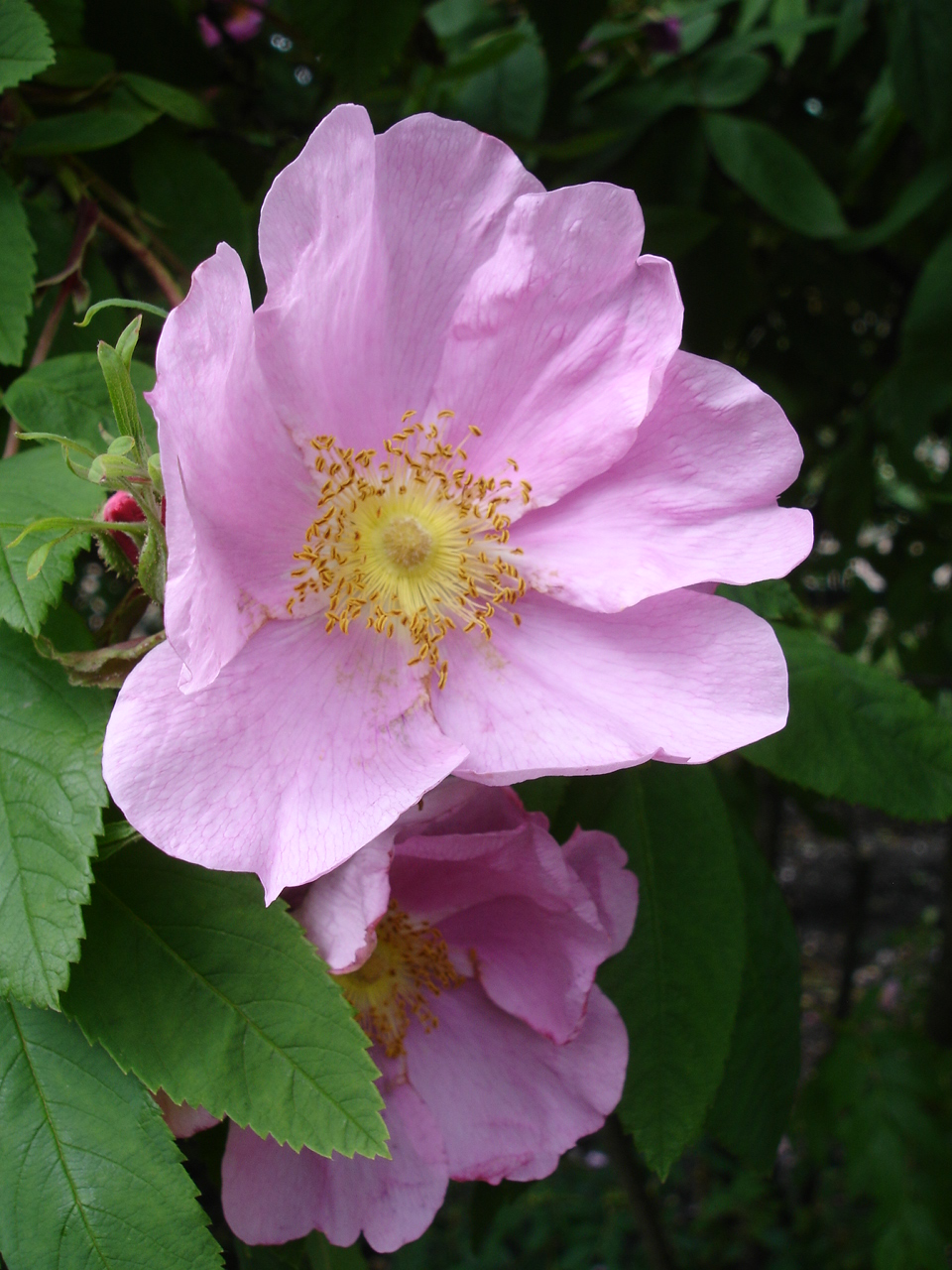
Radiärsymmetrische Blüte mit fünf rosafarbenen Kronblättern und vielen Staubblättern

### Erscheinungsbild und Blatt
Rosa davurica wächst als selbstständig aufrechter Strauch, der Wuchshöhen von bis zu 1,5 Metern erreicht. Die je nach Varietät dicht oder spärlich bewehrten, stielrunden Zweige besitzen eine purpurfarbene bis grau-braune, kahle Rinde. Die paarweise unterhalb der Laubblätter stehenden Stacheln sind gelblich, stielrund, etwas gekrümmt.
Die wechselständig angeordneten Laubblätter sind in Blattstiel und Blattspreite gegliedert und insgesamt 4 bis 10 Zentimeter lang. Der Blattstiel und die Blattrhachis sind flaumig oder drüsig-flaumig behaart und spärlich bestachelt. Die Blattspreite ist unpaarig gefiedert mit sieben oder neun Fiederblättchen. Die Fiederblättchen sind bei einer Länge von 1,5 bis 3,5, selten bis zu 4 Zentimetern und einer Breite von 0,5 bis 1,5 Zentimetern länglich oder breit-lanzettlich mit gerundeter oder breit-keilförmiger Basis und spitzem oder gerundet-stumpfem oberen Ende. Die Fiederblättchen besitzen einen einfachen und doppelt gesägten Rand. Die Unterseite der Fiederblättchen kann drüsig punktiert sein und ist fein-flaumig behaart oder kahl; mit erhabenen Mittel- sowie Seitennerven. Die Oberseite der Fiederblättchen ist kahl; mit konkaven Mittel- sowie Seitennerven. Die zwei Nebenblätter sind meist mit dem Blattstiel verwachsen. Der freie Teil des Nebenblattes ist unterseits flaumig behaart, eiförmig mit spitzem oberen Ende und drüsig gesägten Rand.

### Blüte
Die Blütezeit reicht in China von Juni bis Juli. Die Blüten stehen in den Blattachseln einzeln oder zu zweit bis dritt in kleinen Büscheln zusammen. Die unterseits flaumig behaarten und drüsig punktierten Tragblätter sind eiförmig mit zugespitztem oberen Ende und drüsig gesägtem Rand. Der kahle oder drüsig-behaarte Blütenstiel ist 5 bis 8 Millimeter lang.
Die duftenden, zwittrigen Blüten sind bei einem Durchmesser von 3 bis 4 Zentimetern radiärsymmetrisch und fünfzählig mit doppelter Blütenhülle. Der kahle Blütenbecher (Hypanthium) ist fast kugelig. Die fünf laubblattähnlichen Kelchblätter sind lanzettlich, unterseits spärlich flaumig sowie kurz-drüsig behaart und oberseits flaumig behaart; ihr Rand ist unregelmäßig gesägt oder drüsig-flaumig behaart. Die fünf freien, sich dachziegelartig überlappenden Kronblätter sind rosafarbenen und verkehrt-eiförmig mit breit-keilförmiger Basis sowie gerundetem oberen Ende. Die vielen freien Staubblätter sind am Diskus inseriert. Die vielen freien flaumig behaarten Fruchtblätter sind deutlich kürzer als die Staubblätter.

### Frucht und Samen
Die bei Reife im Herbst leuchtend roten Hagebutten sind kahl und bei einem Durchmesser von 1 bis 1,5 Zentimetern kugelig oder eiförmig mit deutlichen Kragen. Die Hagebutten sind von den haltbaren, aufrechten Kelchblättern gekrönt. Die Samen hängen. Die Früchte reifen in China von August bis September.

### Chromosomensatz
Die Chromosomengrundzahl beträgt x = 7; es liegt Diploidie vor, also 2n = 14.

## Systematik und Vorkommen
Die Erstveröffentlichung von Rosa davurica erfolgte 1788 durch Peter Simon von Pallas in Flora Rossica, Volume 1, 2, S. 61. Die asiatische Rosa davurica ist nah mit der europäischen Rosa majalis verwandt.
Es gibt drei Varietäten von Rosa davurica:
- Rosa davurica Pall. var. davurica (Syn.: Rosa willdenowii Sprengel):  gedeiht an sonnigen Standorten an Waldrändern, auf Grashügeln und Lichtungen in Höhenlagen von 400 bis 2500 Metern in den chinesischen Provinzen Hebei, Heilongjiang, Jilin, Liaoning, Nei Mongol, Shanxi; in Japan, Korea, in der südlichen sowie östlichen Mongolei[2] und im östlichen Sibirien.[1]
- Rosa davurica var. glabra Liou: Sie kommt in den chinesischen Provinzen Heilongjiang, Jilin, Liaoning und im nördlichen Korea vor.[1]
- Rosa davurica var. setacea Liou: Sie gedeiht an Hängen in Höhenlagen von etwa 900 Metern in den chinesischen Provinzen Hebei, Heilongjiang, Jilin, Liaoning sowie Nei Mongol.[1]

## Verwendung
Diese Wildrose gedeiht in den gemäßigten Gebieten als Zierpflanze auf den meisten Böden, auch auf schweren Böden ohne Staunässe, aber am besten auf pH-neutrale Böden. Sie gedeiht am besten in sonnigen Lagen. Rosa davurica ist winterhart bis −29 °C (USDA-Zone 5).
Rosa davurica wird auch zur Ernährung, in der Volksmedizin und zur Herstellung von Kosmetik eingesetzt.
Die Hagebutten werden roh oder gegart gegessen. Sie weisen einen süßen Geschmack auf, aber das „Fruchtfleisch“ ist ziemlich trocken. Die Hagebutte enthält etwa 2,8 % Vitamin C in der Trockenmasse. Die Hagebutte besitzt nur eine dünne Schicht um die vielen Samen herum, die verwendet werden kann. Vorsicht, man muss sich sicher sein alle Samenhaare entfernt zu haben. Die Samenhaare führen zu Problemen im Mund und Verdauungstrakt. Die Samen sind eine gute Quelle für Vitamin E. Die Samen können gemahlen werden und Mehl beigemischt und als Zusatz für andere Nahrungsmittel verwendet werden.
Die medizinischen Wirkungen wurden untersucht. Die Hagebutten von Rosa davurica enthalten beispielsweise verschiedene Zucker, Ascorbinsäure, Carotinoide sowie Phenole. An bioaktiven Inhaltsstoffen wurden beispielsweise Quercetin-3-O-Glycoside sowie Gallussäure-Derivate isoliert. Für diese beiden Gruppen von Inhaltsstoffen wurde eine Wirkung auf Superoxidanionen und freie DPPH-Radikale-Spülung nachgewiesen werden. Insgesamt konnte gezeigt werden, Hagebutten antioxidante Wirkungen haben, dies erklärt einige medizinischen Wirkungen.
Von Rosa davurica var. davurica werden die Wurzeln und Hagebutten medizinisch genutzt.
Rosa davurica var. glabra wird als Zierpflanze verwendet. Sie wird als Veredlungsunterlage für einige Rosensorten im nordöstlichen China genutzt. Die Hagebutten werden gegessen. Die Wurzeln, Blüten und Hagebutten werden medizinisch genutzt.